# Deos
Deos (lateinisch Die Götter) war eine 2013 gegründete und 2015 aufgelöste Funeral-Doom-Band.

## Geschichte
Der in London lebende Rumäne Daniel „Klepsy“ Neagoe, der mit Gruppen wie Eye of Solitude und Clouds Bekanntheit erlangte, gründete Deos gemeinsam mit dem ebenfalls in London lebendem Rumänen Alexandru „Coza“ Cozaciuc von Descend into Despair und dem in Belgien lebenden Bulgaren Olmo „Déhà“ Lipani von SLOW, Sorta Magora, Imber Luminis und God Eat God 2013 als Studioprojekt. Deos galt derweil als Projekt Neagoes, der als sich das Schreiben der Texte sowie das Songwriting weitestgehend vorbehielt.
Die Gruppe veröffentlichte zwei Alben, die vorerst im Selbstverlag via Bandcamp zum Download erschienen und nachkommend über GS Productions als physische Tonträger verlegt wurden. Fortitude.Pain.Suffering 2014 und ein Jahr später …to Depart. Die Musik wurde wohlwollend angenommen und mit Verweis auf die beteiligten Musiker als „high-class Funeral Doom“ und es sei zwar keine Innovation in dem Werk der Band auszumachen, sie sei jedoch „ein Beispiel für originären Funeral Doom Metal, der von echten Genre-Ikonen und mit Sorgfalt eingespielt wurde.“ Nach der Veröffentlichung des zweiten Albums beendeten die Musiker die Tätigkeit mit Deos und konzentrierten sich auf andere Projekte.

## Stil
Die vom Webzine Doom-Metal.com als originärer Funeral Doom beschriebene Musik wird insbesondere mit jener von Eye of Solitude verglichen. Die Gruppe selbst bezeichnet ihren Stil als „Depressive Funeral Doom“.
Die Musik weise alle für das „Genre typischen und konventionellen Merkmale auf“. Der Gesang wird als anhaltend leises Growling präsentiert, während durchgehend präsente Keyboard-Arrangements im Dialog mit dem als „tragisch und traurig“ beschriebenen Gitarrenspiel steht. „Die beunruhigenden und dennoch schönen Melodien entwickeln sich langsam und erzeugen ein Gefühl von etwas Erhabenem und Dramatischem, das sich im Hintergrund“ abspiele. Die Stücke werden über ein wiederkehrendes eingearbeitetes Sampling miteinander verbunden und vermitteln Rezensenten zufolge ein „katatonisches bis mürrisches“ Gefühl von „Verlassenheit und Trostlosigkeit“ ohne derweil in „Nervosität oder hysterische Verzweiflung zu eskalieren“.

## Diskografie
- 2014: Fortitude.Pain.Suffering (Album, GS Productions)
- 2015: …to Depart (Album, GS Productions)